# SN 1996J
SN 1996J – supernowa typu Ia odkryta 20 lutego 1996 roku w galaktyce A101033-1237. W momencie odkrycia miała maksymalną jasność 22,50m.